# Собор Александра Невского (Тверь)
Собор Святого благоверного великого князя Александра Невского — храм Тверской епархии Русской православной церкви, расположенный на Привокзальной площади в Твери.

## История

### Старый храм

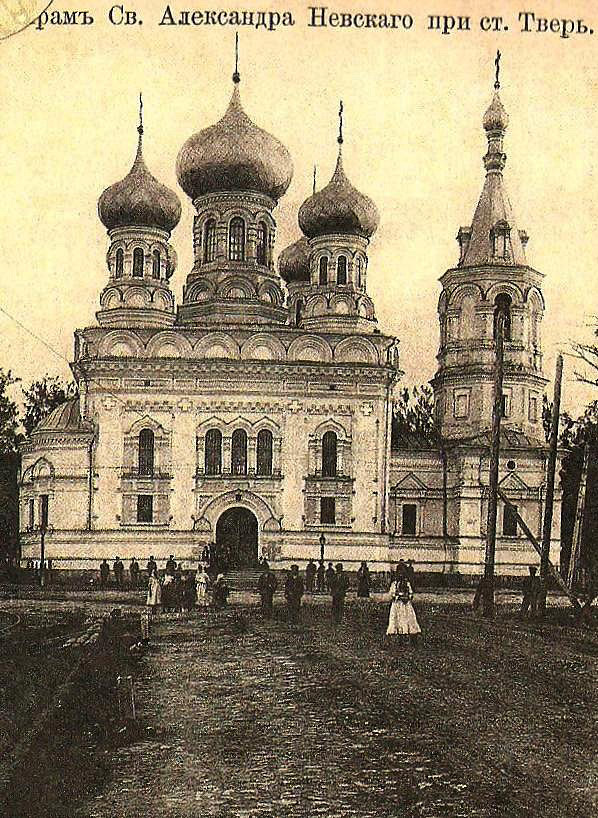
Церковь Св.Александра Невского при ст.Тверь. 1900-е.

Всплеск храмового строительства в Твери, произошедший на рубеже XIX—XX веков, был обусловлен, прежде всего, бурным развитием промышленности города, расширением фабрично-заводского производства и увеличением населения. В 1879 года жители посёлка, расположенного при городской железнодорожной станции, выступили с предложением о сооружении церкви. В этом же году было издано два важных документа — распоряжение министра путей сообщения Российской империи, утверждённое лично Александром II, о выделении под строительство храма земельного участка, расположенного на Привокзальной площади (на пересечении Станционного шоссе и Александровской улицы), и церковный проект епархиального архитектора А. Фёдорова.
Недостаток денежных средств и другие трудности привели к долгому перерыву в осуществлении задуманного плана и к рассмотрению нового проекта храма, составленного архитектором Ф. Н. Малиновским в 1889 году в «память чудесного избавления Государя Императора Александра Александровича и его Августейшей семьи от угрожающей опасности при крушении поезда на станции Ворки Курско-Харьковско-Азовской железной дороги 17 октября 1888 года». Данный проект, утверждённый в 1891 году и отправленный Тверскому губернатору П. Д. Ахлёстышеву, положил начало процессу сбора денежных средств. Согласно надписи, высеченной на мраморной доске, установленной на внутренней части западной стены, строительство храма началось 30 августа 1891 года, а закончилось 30 августа 1893 года.
Главный престол храма был освящён 17 октября 1893 года архиепископом Саввой Тихомировым во имя Святого благоверного князя Александра Невского. Кафедральный протоиерей Г. П. Первухин освятил правый (южный) придел 28 декабря 1893 года в честь епископа Андрея и святой мученицы Иулиании и левый (северный) придел 10 февраля 1894 года в честь преподобного Сергия Радонежского и святой мученицы Надежды.
В 1929 году храм был закрыт, а его здание неоднократно перестраивалось под различные хозяйственные заведения, например, хлебохранилище. В послевоенные годы в здании располагались магазин и жилое помещение. В 1983 году храм был окончательно разрушен в связи с началом строительства нового здания железнодорожного вокзала и реконструкции привокзальной площади.

### Новый храм

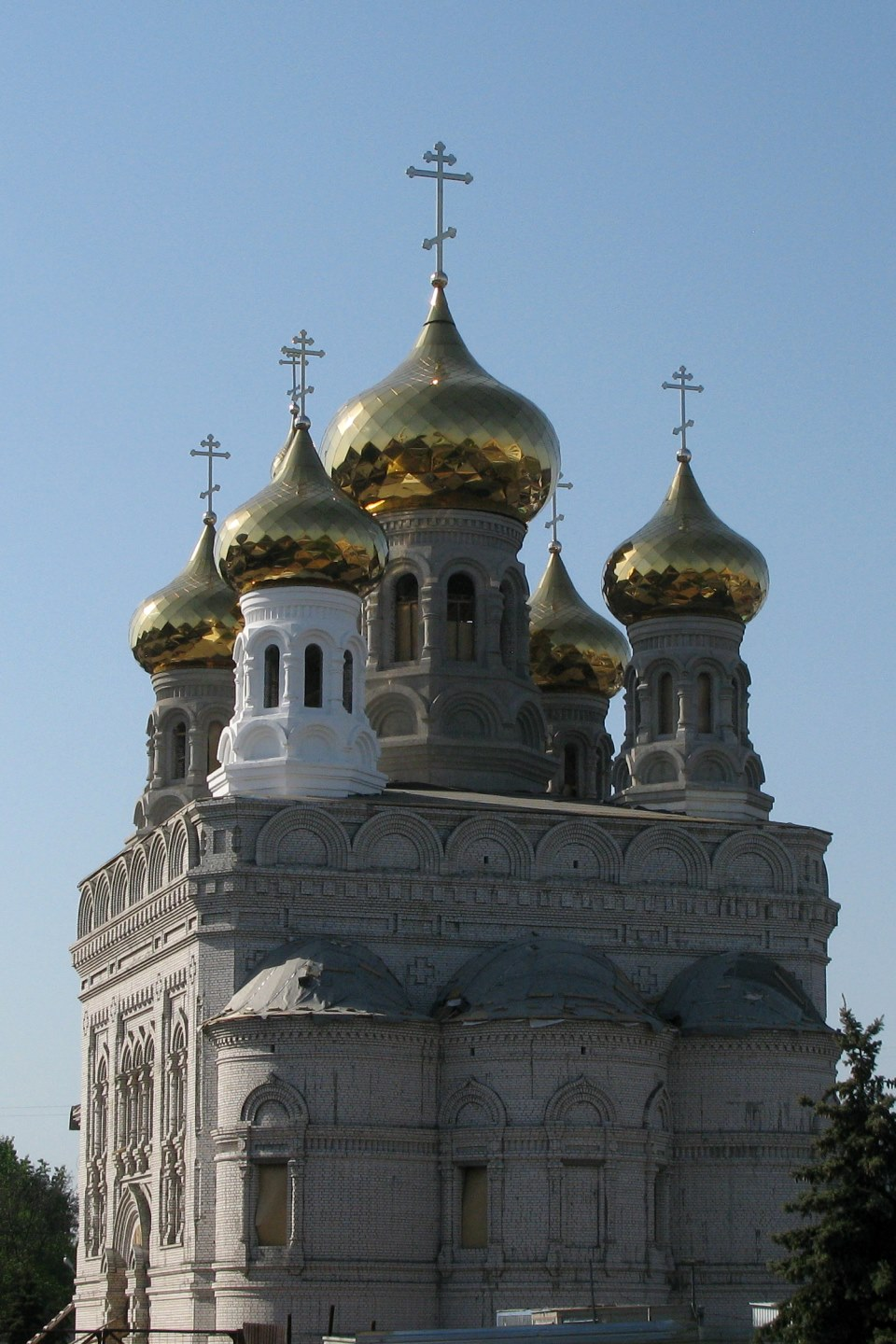
Современный Собор Александра Невского в 2014 г.

В 2009 году была создана инициативная группа, в состав которой вошли предприниматели и другие уважаемые жители города, благодаря усилиям которых начались работы по восстановлению храма. 20 октября 2010 года было заложено новое здание собора Святого благоверного князя Александра Невского на Привокзальной площади (на пересечении проспекта Чайковского и улицы Коминтерна). Торжественная церемония закладки храма проходила в присутствии представителей администрации Твери, участников строительства и благотворителей, имена которых были запечатлены на мемориальной доске, установленной в здании собора.
Сбор средств и строительство нового храма осуществлялось под руководством Старицкого Успенского монастыря и заместителя главы администрации Твери А. А. Пилюгина. К началу сентября 2013 года были возведены стены, световые барабаны и колокольня. 12 сентября 2013 года в присутствии огромного количества горожан собор был украшен крестами и куполами, ранее освящёнными митрополитом Тверским и Кашинским Виктором. Первое богослужение в здании восстановленного храма произошло 12 апреля 2015 года, в празднование Светлого Пасхального Воскресения. С 10 января 2019 года собор Святого благоверного князя Александра Невского стал местом пребывания Отдела по делам молодёжи Тверской и Кашинской епархий.

## Архитектура и убранство
Собор Святого благоверного князя Александра Невского построен в русском стиле, ориентированном на русское зодчество XVII века и традиции храмового строительства Древней Руси, и представляет собой крестово-купольный четырёхстолпный пятиглавый храм на высоком цоколе, белые фасады которого украшены фигурными элементами из кирпича.
Главное достоинство данного архитектурного стиля заключается в объёмно-пространственной композиции и монументальности собора: стены, выкрашенные жёлтым колером («под киевский кирпич»), главы церкви и колокольни, покрытые «белым английским глянцевитым железом», и шестиконечные кресты, сияющие позолотой.
В процессе создания интерьера храма принимали участие мастера художественно-реставрационных мастерских «Зодчие» из Нижнего Новгорода, в то время как иконостас собора, богато украшенный резьбой и позолотой, был выполнен подмосковными иконописцами из мастерской Сергея Спирова.
После закрытия в 1929 году храм утратил колокольню, пятиглавие и декор стен, а в послевоенные годы его здание было сильно перестроено, в результате чего двухсветный четверик храма разделили на два этажа. Стоит отметить, что восстановление храма в 2009 году осуществлялось по сохранившимся чертежам XIX века. В настоящее время архитектурную композицию собора дополняет его удачное расположение на Привокзальной площади, завершающей перспективу Станционного шоссе.